# Конаково
Конаково (рус. Конаково) град је на северозападу европског дела Руске Федерације. налази се у југоисточном делу Тверске области и административни је центар Конаковског рејона.
Према проценама националне статистичке службе, у граду је 2014. живело 41.434 становника, односно у ширем градском подручју 42.113 становника. 

## Географија
Град Конаково налази се у југоисточном делу Тверске области у самом средишту Конаковског рејона, на ниском и релативно равном низијском подручју познатом као Горњоволшка низија. Лежи на десној обали Волге, односно вештачке Ивањковске акумулације, на месту где се у језеро улива речица Донховка, на надморској висини центра од 124 метра. Од административног центра области града Твера удаљен је око 82 километра у смеру југоистока. 

## Историја
Претеча модерног насеља Конаково било је имање, а потом и село Кузњецово основано 1806. године. До интензивнијег развоја и напретка села долази након отварања фабрике за израду керамичког фајанса 1826. године. Фабрика коју је 1809. основао извесни Фридрих Бринер у почетку се налазила у селу Домкино, двадесетак километара источније, пресељена је у Кузњецово због веће потребе за радницима. Фабрика је за кратко време постала један од најпознатијих производних погона за израду уметничке керамике у том делу Русије. 
Насеље је 1929. године променило име у Конаково, у част револуционара Порфирија Конакова (1878–1906), учесника револуције из 1905. који је неко време живео у том насељу. 
Село је 1925. административно уређено као варошица, а административни статус града носи од 1937. године. 
Након градње Конаковске термоелектране у источном делу града 1965. године Конаково постаје један од најважнијих електроенергетских центара Тверске области.
У априлу 2007. усвојени су званични градски симболи – грб и застава. 
У 2021. години, у Конакову су одржана два првенства у вејксурфингу: међународно такмичарско првенство Вејксурф асоцијације (CWCA) Конаково и међународно првенство Светске вејк асоцијације (WWA).

## Демографија
Према подацима са пописа становништва 2010. у граду је живело 41.291 становника, док је према проценама за 2014. град имао 41,234 становника. на ширем градском подручју које обухвата површину од 39,03 км² у исто време живело је укупно 42.113 становника. 
| 1939.  | 1959.  | 1970.  | 1979.  | 1989.  | 2002.  | 2010.  | 2014.   |
| ------ | ------ | ------ | ------ | ------ | ------ | ------ | ------- |
| 11,949 | 13,705 | 29,545 | 36,828 | 42,522 | 42,335 | 41,291 | 41,234* |

Напомена: * према процени националне статистичке службе Русије.